# Miss Mato Grosso 2011
Miss Mato Grosso 2011 foi a 52ª edição do tradicional concurso de beleza feminina de Miss Mato Grosso, válido para a disputa de Miss Brasil 2011, único caminho para o Miss Universo. O evento deste ano contou com a participação de quinze (15) candidatas ao título  que pertencia à primaverense Juliete de Pieri, eleita no ano passado. A cerimônia ocorreu no dia 4 de Junho no Caiçara Tênis Clube de Rondonópolis, com transmissão pela retransmissora do SBT na região, a TV Rondon. A competição coordenada por Valter Arantes e Vando Rodrigues contou ainda com o show de Wilson Sideral e a abertura do grupo Tradição Coração Franciscano. Na ocasião, sagrou-se campeã a representante de Rondonópolis, Jéssica Duarte, enfaixada pela Miss Brasil 2010, Débora Lyra.

## Resultados

### Colocações
| Posição   | Município e Candidata           |
| Vencedora | - Rondonópolis - Jéssica Duarte |
| 2º. Lugar | - Cuiabá - Letícia Batista      |
| 3º. Lugar | - Sinop - Vanqueli Laskoski     |

## Candidatas
Disputaram o título este ano (A lista abaixo encontra-se incompleta):
- Cáceres - Danielle Silva
- Cuiabá - Letícia Batista
- Distrito de Coxipó - Jéssica Lima
- Juara - Elaine Silva
- Paranatinga - Pâmela Toriane
- Primavera do Leste - Mariana Albuquerque
- Rondonópolis - Jéssica Duarte
- Sinop - Vanqueli Laskoski
- Terra Nova do Norte - Mayara Zableswsk
- Várzea Grande - Érika Fiorino